# Osaka International 2023
Die Osaka International 2023 im Badminton fanden vom 29. März bis zum 2. April 2023 in der Präfektur Osaka statt. Austragungsort war das Moriguchi City Gymnasium in der Stadt Moriguchi.

## Medaillengewinner
| Disziplin    | Gold                               | Silber                      | Bronze                       |
| ------------ | ---------------------------------- | --------------------------- | ---------------------------- |
| Herreneinzel | Yushi Tanaka                       | Alwi Farhan                 | Jeon Hyeok-jin               |
| Herreneinzel | Yushi Tanaka                       | Alwi Farhan                 | Koo Takahashi                |
| Dameneinzel  | Shiori Saito                       | Hina Akechi                 | Lin Hsiang-ti                |
| Dameneinzel  | Shiori Saito                       | Hina Akechi                 | Hirari Mizui                 |
| Herrendoppel | Hiroki Midorikawa Kyohei Yamashita | Wei Chun-wei Wu Guan-xun    | Jin Yong Na Sung-seung       |
| Herrendoppel | Hiroki Midorikawa Kyohei Yamashita | Wei Chun-wei Wu Guan-xun    | Kakeru Kumagai Kota Ogawa    |
| Damendoppel  | Lee Yu-lim Shin Seung-chan         | Mizuki Otake Miyu Takahashi | Liu Chiao-yun Wang Yu-qiao   |
| Damendoppel  | Lee Yu-lim Shin Seung-chan         | Mizuki Otake Miyu Takahashi | Kaho Osawa Kaoru Sugiyama    |
| Mixed        | Wang Chan Shin Seung-chan          | Kim Young-hyuk Lee Yu-lim   | Lin Yong-sheng Liu Chiao-yun |
| Mixed        | Wang Chan Shin Seung-chan          | Kim Young-hyuk Lee Yu-lim   | Wu Hsuan-yi Yang Chu-yun     |